# أكلونسكوفيت
الأكلونسكوفايت (NaMg(SO4)F) (بالإنجليزية: Uklonskovite )‏ عبارة عن معدن أحادي الميل عديم اللون، يتواجد في تشيلي ، إيطاليا وأوزبكستان .